# Eleições estaduais no Espírito Santo em 1982
As eleições estaduais no Espírito Santo em 1982 aconteceram em 15 de novembro como parte das eleições nos 23 estados e nos territórios federais do Amapá e Roraima. Foram eleitos o governador Gerson Camata, o vice-governador José Moraes e o senador José Ignácio Ferreira, além de nove deputados federais e vinte e sete deputados estaduais. Foi a primeira disputa direta pelo Palácio Anchieta desde o triunfo de Francisco Aguiar em 1962 e nela vigiam regras como: voto vinculado, sublegenda e proibição de coligações partidárias. Quanto aos capixabas domiciliados no Distrito Federal, eles tiveram seus votos mandados ao Espírito Santo através de urnas especiais.
Conhecido como o jornalista responsável pelo Ronda da Cidade apresentado na Rádio Cidade de Vitória, Gerson Camata nasceu em Castelo e se elegeu vereador na capital capixaba via ARENA em 1966 e três anos mais tarde formou-se em economia pela Universidade Federal do Espírito Santo. Eleito deputado estadual em 1970 e deputado federal em 1974 e 1978, migrou para o PMDB tão logo o governo João Figueiredo extinguiu o bipartidarismo. Candidato ao Palácio Anchieta em 1982, recebeu o apoio de dissidentes do PDS sob a liderança de Elcio Alvares e que estavam insatisfeitos com a decisão do governador Eurico Resende em respaldar Carlos von Schilgen e assim venceu a eleição. Seus primeiros meses como governador transcorreram sob uma queixa-crime por ofensas à honra do presidente João Figueiredo, a quem chamara de "mentiroso", mas o processo foi arquivado pelo Supremo Tribunal Federal em 16 de novembro de 1983 sendo que Camata já havia pedido desculpas pelo ocorrido.
Médico natural de Alegre com graduação na Universidade Federal do Estado do Rio de Janeiro, o anestesiologista José Moraes prestou serviços ao atual Instituto Nacional do Seguro Social, foi diretor clínico da Santa Casa de Vitória e fundador da Sociedade de Anestesiologistas na capital capixaba. Eleito deputado estadual via PSP em 1962, foi escolhido presidente da Assembleia Legislativa do Espírito Santo e após ingressar na ARENA foi reeleito parlamentar em 1966, mas ao final do mandato afastou-se da política até sua filiação ao antigo PP e depois ao PMDB e sua eleição a vice-governador ao lado de Gerson Camata em 1982 e quatro anos mais tarde assumiu o governo quando o titular renunciou para disputar uma cadeira de senador.
Advogado formado pela Universidade Federal do Espírito Santo, José Ignácio Ferreira nasceu em Vitória e foi também promotor de justiça e professor. Eleito vereador na capital capixaba em 1962, ingressou no MDB sendo eleito deputado estadual em 1966, porém foi cassado pelo Ato Institucional Número Cinco em 13 de março de 1969 e teve os direitos políticos suspensos por dez anos. Finda a punição foi escolhido presidente da seccional capixaba da Ordem dos Advogados do Brasil e em 1982 elegeu-se senador por uma sublegenda do PMDB.
Em Vitória não houve eleição para prefeito e vice-prefeito por conta da legislação vigente, apenas para vereadores. Na disputa pelas 56 prefeituras restantes o PMDB somou 32 contra 25 do PDS.

## Resultado da eleição para governador
Segundo a Justiça Eleitoral houve 63.859 votos em branco (7,73%) e 19.449 votos nulos (2,35%), calculados sobre o comparecimento de 825.934 eleitores.
| Candidatos a governador do estado | Candidatos a vice-governador | Número | Coligação            | Votação | Percentual |
| --------------------------------- | ---------------------------- | ------ | -------------------- | ------- | ---------- |
| Gerson Camata PMDB                | José Moraes PMDB             | 5      | PMDB (sem coligação) | 448.074 | 60,34%     |
| Carlos von Schilgen PDS           | Feu Rosa PDS                 | 1      | PDS (sem coligação)  | 282.728 | 38,07%     |
| Perly Cipriano PT                 | Maria José Machado PT        | 3      | PT (sem coligação)   | 10.588  | 1,42%      |
| Osvaldo Mármore PDT               | Augusto Nogueira PDT         | 2      | PDT (sem coligação)  | 1.236   | 0,17%      |
| Fontes:                           |                              |        |                      |         |            |

## Resultado da eleição para senador
Segundo a Justiça Eleitoral houve 78.338 votos em branco (9,48%) e 24.324 votos nulos (2,95%), calculados sobre o comparecimento de 825.934 eleitores.
| Candidatos a senador da República | Candidatos a suplente de senador               | Número | Coligação            | Votação | Percentual |
| --------------------------------- | ---------------------------------------------- | ------ | -------------------- | ------- | ---------- |
| Camilo Cola PDS                   | -                                              | 10     | PDS (em sublegenda)  | 198.385 | 27,43%     |
| José Ignácio Ferreira PMDB        | -                                              | 50     | PMDB (em sublegenda) | 186.275 | 25,75%     |
| Berredo de Menezes PMDB           | -                                              | 51     | PMDB (em sublegenda) | 164.807 | 22,79%     |
| Setembrino Pelissari PDS          | -                                              | 12     | PDS (em sublegenda)  | 78.676  | 10,88%     |
| Dirceu Cardoso PMDB               | -                                              | 52     | PMDB (em sublegenda) | 70.761  | 9,78%      |
| Vicente Silveira PDS              | -                                              | 11     | PDS (em sublegenda)  | 13.048  | 1,80%      |
| Rogério Sarlo de Medeiros PT      | Pedro Braz da Cruz PT Anoderval Santos Luiz PT | 30     | PT (sem coligação)   | 10.176  | 1,41%      |
| Guilherme Breder PDT              | Waldemir de Jesus Pimentel PDT -               | 20     | PDT (sem coligação)  | 1.144   | 0,16%      |
| Fontes:                           |                                                |        |                      |         |            |

## Deputados federais eleitos
São relacionados os candidatos eleitos com informações complementares da Câmara dos Deputados.

Representação eleita
  PMDB: 5
  PDS: 4

| Deputados federais eleitos | Partido | Votação | Percentual | Cidade onde nasceu      | Unidade federativa |
| Max Mauro                  | PMDB    | 87.042  |            | Vila Velha              | Espírito Santo     |
| Hélio Manhães              | PMDB    | 68.187  |            | Cariacica               | Espírito Santo     |
| Theodorico Ferraço         | PDS     | 61.690  |            | Cachoeiro de Itapemirim | Espírito Santo     |
| Nyder Barbosa              | PMDB    | 49.826  |            | Itaguaçu                | Espírito Santo     |
| Myrthes Bevilacqua         | PMDB    | 46.604  |            | Vitória                 | Espírito Santo     |
| Wilson Haese               | PMDB    | 41.960  |            | Pancas                  | Espírito Santo     |
| Pedro Ceolin               | PDS     | 37.696  |            | Colatina                | Espírito Santo     |
| Stélio Dias                | PDS     | 37.253  |            | Vitória                 | Espírito Santo     |
| José Carlos da Fonseca     | PDS     | 36.567  |            | São José do Calçado     | Espírito Santo     |
| Fontes:                    |         |         |            |                         |                    |

## Deputados estaduais eleitos
Na disputa pelas vinte e sete cadeiras da Assembleia Legislativa do Espírito Santo o PMDB superou o PDS por dezesseis a onze.

Representação eleita
  PMDB: 16
  PDS: 11

| Deputados estaduais eleitos | Partido | Votação | Percentual | Cidade onde nasceu | Unidade federativa |
| José Teodomiro Casagrande   | PMDB    | 24.856  | 3,34%      | Castelo            | Espírito Santo     |
| Douglas Puppin              | PMDB    | 22.821  | 3,07%      | Alfredo Chaves     | Espírito Santo     |
| Rose de Freitas             | PMDB    | 22.664  | 3,05%      | Caratinga          | Minas Gerais       |
| Jorge Devens de Oliveira    | PDS     | 20.150  | 2,71%      | Serra              | Espírito Santo     |
| Paulo Hartung               | PMDB    | 19.486  | 2,62%      | Guaçuí             | Espírito Santo     |
| Hermes Laranja              | PMDB    | 19.041  | 2,56%      | Vitória            | Espírito Santo     |
| Antônio Pelaes              | PMDB    | 18.720  | 2,52%      | Vitória            | Espírito Santo     |
| Dailson Laranja             | PMDB    | 17.756  | 2,39%      | Guarapari          | Espírito Santo     |
| Dilton Lírio Neto           | PMDB    | 16.454  | 2,21%      | Guarapari          | Espírito Santo     |
| João Gama Filho             | PMDB    | 15.686  | 2,11%      | Linhares           | Espírito Santo     |
| Juraci Magalhães Gomes      | PMDB    | 15.543  | 2,09%      | Itarana            | Espírito Santo     |
| Moacir Brotas Júnior        | PMDB    | 15.426  | 2,07%      | Vitória            | Espírito Santo     |
| Alício Franco               | PDS     | 15.182  | 2,04%      | Pinheiros          | Espírito Santo     |
| Oséas Ximenes Monte         | PMDB    | 15.002  | 2,02%      | Cariacica          | Espírito Santo     |
| Hugo Borges                 | PMDB    | 13.761  | 1,85%      | Serra              | Espírito Santo     |
| Armando Batista Viola       | PMDB    | 13.076  | 1,76%      | Baixo Guandu       | Espírito Santo     |
| Salvador Bonomo             | PMDB    | 12.970  | 1,74%      | Linhares           | Espírito Santo     |
| Valci Souza                 | PMDB    | 12.760  | 1,71%      | Pancas             | Espírito Santo     |
| Emir de Macedo Gomes        | PDS     | 12.633  | 1,70%      | Remanso            | Bahia              |
| Jorge Daher Filho           | PDS     | 12.468  | 1,67%      | Nova Venécia       | Espírito Santo     |
| João Miguel Feu Rosa        | PDS     | 12.316  | 1,65%      | Vitória            | Espírito Santo     |
| Pedro Leal                  | PDS     | 11.844  | 1,59%      | Vila Velha         | Espírito Santo     |
| Heraldo Barbosa Musso       | PDS     | 11.629  | 1,56%      | Aracruz            | Espírito Santo     |
| Lúcio Merçon                | PDS     | 11.350  | 1,52%      | Muniz Freire       | Espírito Santo     |
| Luiz Gonzaga Borges         | PDS     | 11.341  | 1,52%      | Jerônimo Monteiro  | Espírito Santo     |
| Antônio Moreira             | PDS     | 10.292  | 1,38%      | Potengi            | Ceará              |
| Alcino Santos               | PDS     | 9.526   | 1,28%      | São Mateus         | Espírito Santo     |
| Fontes:                     |         |         |            |                    |                    |